# Povir
Povir – wieś w Słowenii, w gminie Sežana. W 2018 roku liczyła 329 mieszkańców.